# زمین‌لرزه ۱۹۷۹ ایمپریال ولی
زمین‌لرزه ایمپریال ولی  در تاریخ ۱۵ اکتبر ۱۹۷۹ میلادی، برابر با ‎۲۳ مهر ۱۳۵۸، ساعت ۲۳:۱۶:۵۴ به زمان یوتی‌سی در آمریکا ، منطقه کالیفرنیای جنوبی رخ داد. ژرفای این زلزله ۹٫۳ کیلومتر بود، و بزرگی آن ۶٫۵ در مقیاس Mw و بیشینهٔ شدت آن در مقیاس مرکالی IX (Violent) اعلام شده‌است. زمین‌لرزه به وقت محلی در روز دوشنبه، ساعت ۱۵ روی داده و منطقه زمانی آن یوتی‌سی -۸ بوده‌است (با لحاظ تغییر ساعت تابستانی).
سازمان زمین‌شناسی آمریکا نیز رومرکز این زمین‌لرزه را در مختصات ۳۲°۳۷′۵۹″شمالی ۱۱۵°۱۹′۵۹″غربی / ۳۲٫۶۳۳°شمالی ۱۱۵٫۳۳۳°غربی و ژرفای آن را در ۱۲ کیلومتر گزارش کرده‌است. بزرگی برگزیدهٔ این سازمان از میان بزرگیهای محاسبه‌شدهٔ مختلف ۶٫۴ در مقیاس Mw بوده و از دید اثر، در میان چهار دسته‌بندی «نامحسوس»، «محسوس»، «زیان‌آور» یا «با تلفات»، زلزله را «با تلفات» اعلام کرده‌است.
پروژهٔ «تنسور گشتاور مرکزوار» زاویه‌های (راستا، شیب، ریک) گسل سازندهٔ زمین‌لرزه و صفحه عمود بر آن را (°۱۳۶، °۳۹، °۱۸۰-) یا (°۴۶، °۹۰، °۵۱-) و نوع گسل را «امتدادلغز» فرارسانده‌است.
زمین‌لرزه هیچ کشته‌ای نداشته و شمار زخمیان ۹۱ نفر برآورده شده‌است.